# Zombor
Zombor (korábban: Czoborszentmihály, szerbül: Сомбор / Sombor, németül: Sombor, latinul: Somborinum) város és község a Vajdaságban, Szerbia Nyugat-bácskai körzetében. Az egykori Bács-Bodrog vármegye központja, a Vajdaság egyik kiemelkedő városa.

## Fekvése
Szabadkától 60 km-re délnyugatra, a Ferenc-csatorna mellett, a magyar határtól mindössze 25 km-re fekvő település.

## Zombor község települései
Zombor községhez (járáshoz) közigazgatásilag Bácsgyulafalva (régebbi nevén Telecska), Bácskörtés (Hadikfalva), Béreg, Bezdán, Csonoplya, Doroszló, Gádor (Bácskörtéssel), Sári (más néven Babapuszta vagy Hadikkisfalu), Kerény, Küllőd, Monostorszeg, Nemesmilitics, Őrszállás, Regőce és Sztapár falvak tartoznak Zombor mellett.

## Nevének eredete
Neve a szláv Cibor személynévből ered és első birtokosának, a Czobor családnak a nevét viseli (Czoborszentmihály).

## Története
A települést 1360-ban Chobor Szent Mihály alakban említették. A Czobor család egykori birtoka volt. 1478-ban a Czoborok a török veszély ellen erődítményt építettek birtokukra. 1541-ben a török elfoglalta a várost, lakosságát elhurcolta. Helyükre szerbek települtek, ők kezdték Sombornak nevezni. A török időkben erőddel, 2000 lakóházzal, 14 muzulmán imahellyel, szőlőskertekkel katonai kerület központja volt.
1687. szeptember 12-én szabadult fel. Még abban az évben 5000 bunyevác betelepülő érkezett a városba, akiket 1690-ben szerb határőrök követtek. Ekkor Zombor tipikus határőrváros lett, élén a kapitánnyal. Határőrei részt vettek az 1691. évi zalánkeméni csatában. 1697. szeptember 11-én a zentai csata alatt török portyázók támadták meg, de a lakosság visszaverte őket. Ennek emlékére a városban 21 órakor harangoznak. Az 1699-es karlócai béke utáni nyugodtabb időszakban a város újra fejlődésnek indult, járási központ, majd 1717-ben katonai határőrvidék központja lett. Ortodox iskoláját még abban az évben, katolikus iskoláját 1722-ben alapították. 1745-ben Bács vármegye része lett és elveszítette kiváltságait. 1748. július elsején aláírták az Alternatíva elnevezésű dokumentumot, mely előfeltétele volt a szabad királyi város státusz elnyerésének. A dokumentumban fektették le a hatalom megosztásának alapelveit a katolikus és az ortodox egyház között. 1749-ben 
hosszas küzdelem és 150 000 aranyforint befizetése után Mária Terézia szabad királyi várossá emelte. 1759-ben nyílt meg a grammatikai (azaz latin) iskola, amely 1763-ban városi nyelvtani iskolává vált. 1763-ban fejeződött be a Szentháromság-templom építése. 1766. március 3-án alapították meg az elsősegély-szolgálatot. 1802-ben Bács-Bodrog vármegye székhelye lett.
A város a trianoni békeszerződésig Bács-Bodrog vármegye Zombori járásának központja is volt. 1941 és 1944 között Zombor az egész Bácskával együtt ismét Magyarország része lett. Visszaállították az 1920 előtti közigazgatás területi beosztását: Zombor Bács-Bodrog vármegye és a Zombori járás székhelye lett. – A magyarok 1941-es bevonulásakor a magyar katonák 11 ellenálló szerbet lőttek le a városban.
A második világháború alatt a város zsidó lakosságát, akik legtöbbje magyarnak vallotta magát, deportálták. Auschwitzban 964 zombori zsidó vesztette az életét. A zombori temetőben helyezték végső nyugalomra a bori munkatáborból erőltetett menetben Németország felé hajtott, és 1944. október 7-én a cservenkai téglagyárban megölt zsidó foglyokat. A 700 ember sírja fölé a Jugoszláv Zsidó Hitközségek Szövetsége 1964-ben emlékművet állított.
1944 utolsó hónapjaiban és 1945 elején a háborúban „győztes” fél reguláris, fegyveres csoportok megtorlásának 5650 helyi lakos (németek és magyarok) esett áldozatul.

## Népesség
- 1910-ben 30 593 lakosából 11 881 szerb, 10 078 magyar, 6234 bunyevác és horvát, 2181 német volt.
- 2002-ben 51 471 lakosából 32 988 szerb, 3743 magyar, 3197 horvát és 2222 bunyevác volt.
- 2011-ben 47 623 lakosából 32 180 szerb, 2851 magyar, 2863 horvát, 1629 bunyevác.[2]

A szerbek rendszerint ortodox vallásúak, a zombori magyarok, bunyevácok és horvátok viszont túlnyomó többségükben katolikusok. Van egy kis létszámú református gyülekezet is.

## Tanítóképzés
A városban az intézményhez kötött szervezett tanítóképzés először 1778-ban a normaiskolában történt. Az iskola vezetője Avram Mrazović volt, aki előbb Bécsben Johann Ignaz Felbiger iskolájában megismerte a Felbiger-módszert és a normaiskolai követelményeknek megfelelően képezte a terület szerb nemzetiségű tanítóit. A normaiskola 1811-ben megszűnt.  – 1812-ben Szentendre városban szerb (egyházi) tanítóképzőt (preparandiát) szerveztek. (A preparandia a Blagovesztenszka szerb görögkeleti templom mellett, az 1797-ben épült szerb ortodox iskolában  működött. – A közelmúltig a Ferenczy Múzeum volt ott. – Az iskola igazgatója, a szerb oktatásügyben elévülhetetlen érdemeket szerzett Uroš Nestorović (1765–1825) udvari tanácsos volt.) – A tanítóképzőt Szentendréről 1815-ben Zomborba költöztették. – Az 1868. XXXVIII. tc. Archiválva 2012. december 31-i dátummal a Wayback Machine-ben (Eötvös József-féle népoktatási törvény), majd a következő években hozott törvények és rendeletek követelményeinek megfelelően a 2 éves képzési idő előbb 3, majd 4 éves lett, és elkülönült a fiúk illetve a lányok képzése. Georgij Branković(sr) pátriárka bőkezű támogatása alapvetően hozzájárult ahhoz, hogy 1895-ben elkészült a fiú-tanítóképző új épülete. 1920-ban az egyházi tanítóképző Állami Tanítóképzővé alakult. 1973-ban az osztálytanítók főiskolai képzésére szerveződött Pedagógiai Akadémia 1980-ban az Újvidéki Egyetemhez kapcsolódott. Az intézmény 1993-tól mint az egyetem Tanítóképző Kara végzi oktató-képző tevékenységét. – A városban 1896 és 1904 között volt egy, a kalocsai érsekséghez tartozó, római katolikus óvónőképző is.

## Híres emberek
. 

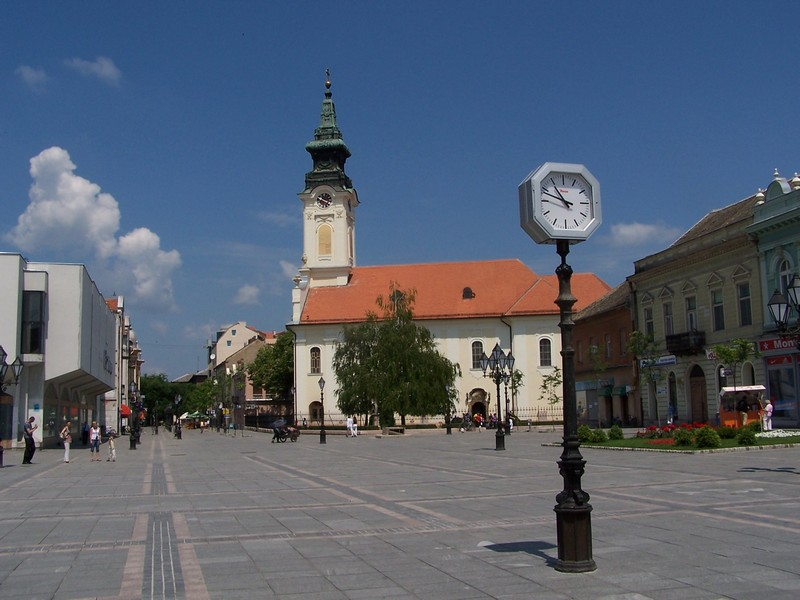
A Szent György ortodox templom 1759-ben épült

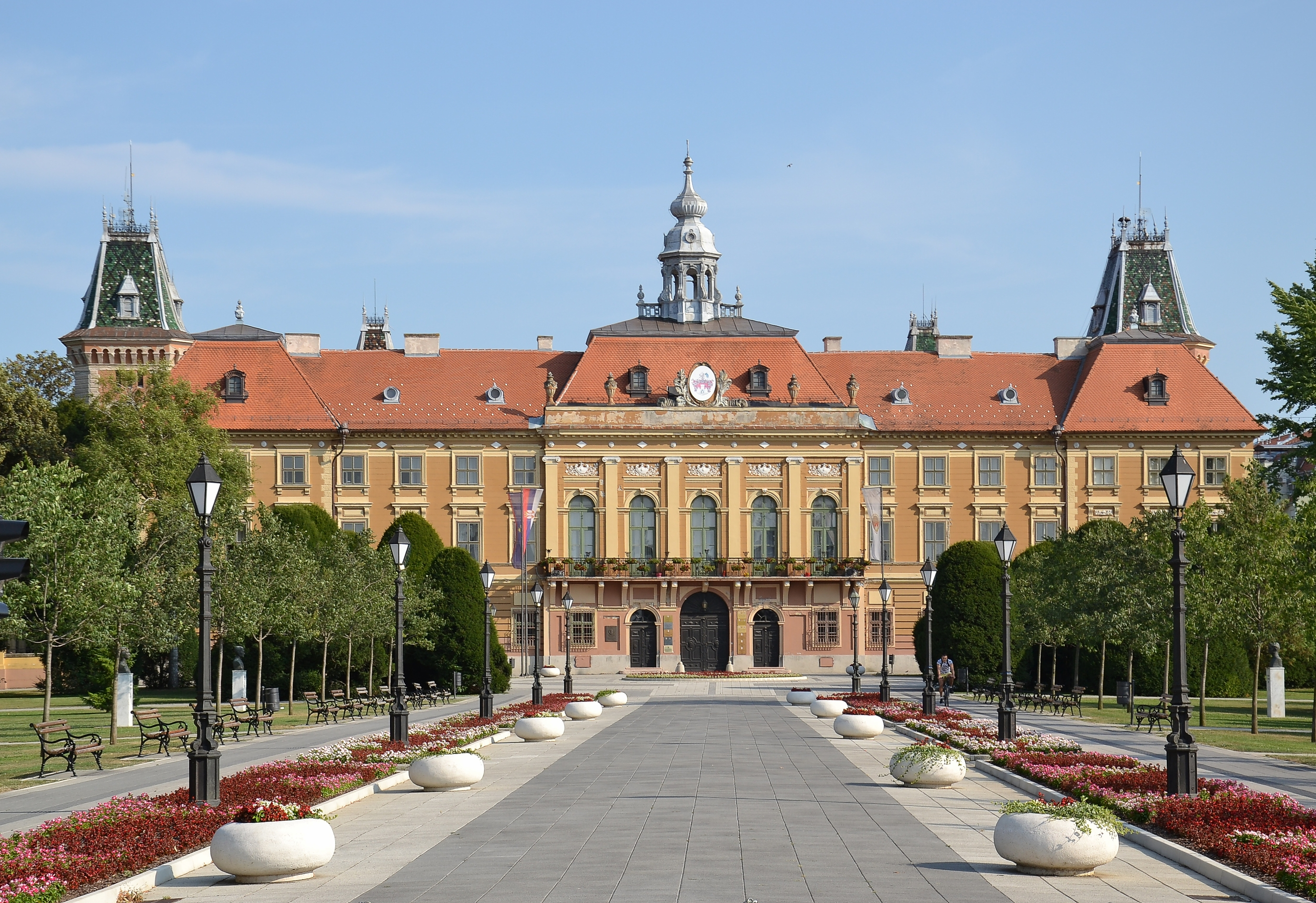
Régi vármegyeháza

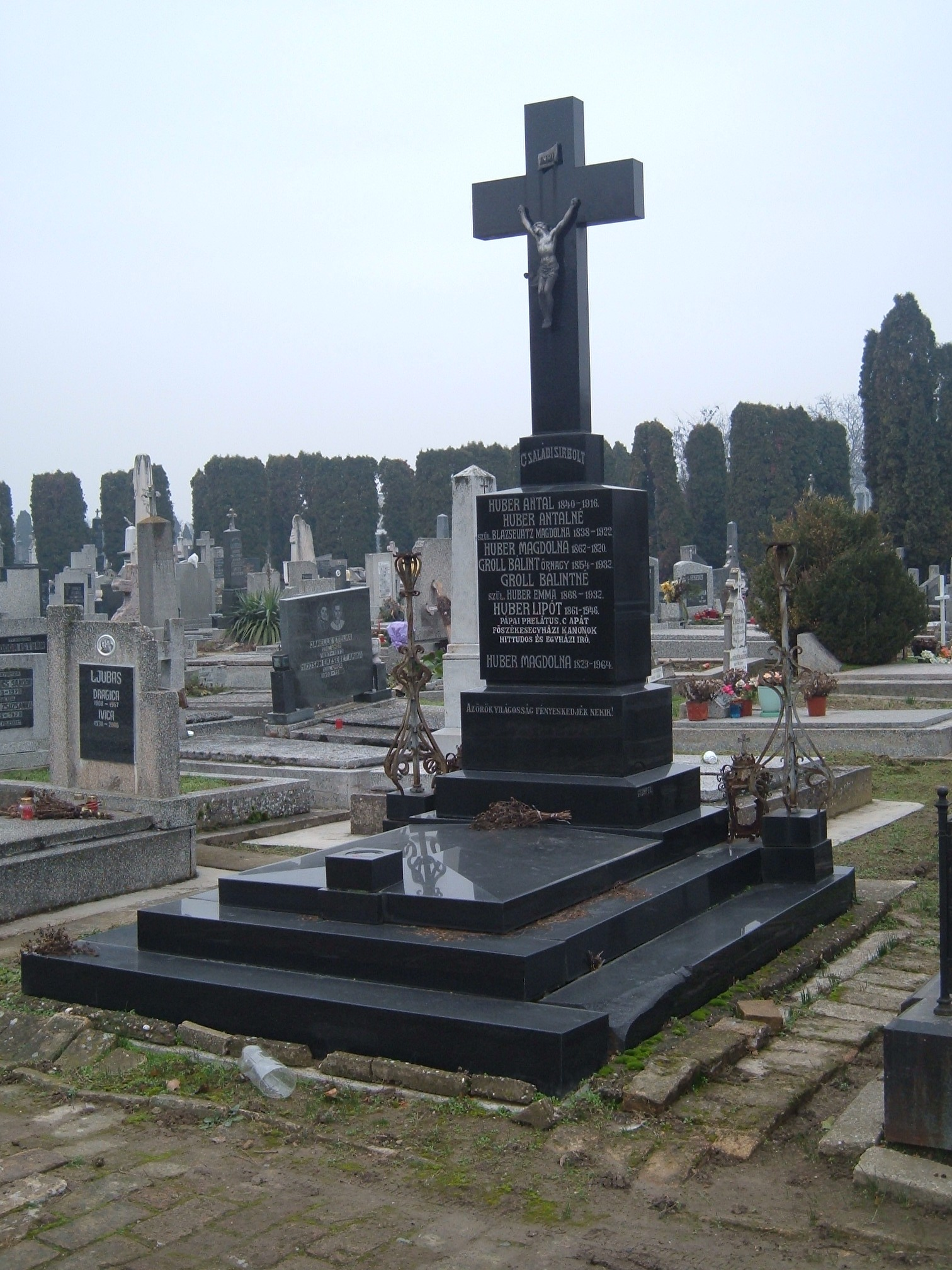
Huber Lipót és családjának sírboltja a zombori belvárosi Szent Rókus temetőben

- Itt volt a székhelye Redl Ferenc bácskai adminisztrátornak 1750-től.[3]
- Itt született és élt a 18. században Damjanovics Vazul városbíró.
- Itt született 1796. május 18-án Schweidel József honvéd tábornok aradi vértanú. Szobrát 1918-ban lebontották, de 2017-ben újat emeltek a tiszteletére.
- Itt született 1843. január 7-én Koch Antal geológus, petrográfus, mineralógus, paleontológus, az MTA tagja.
- Itt született 1843. október 22-én Vértesi Károly útirajzíró.
- Itt született 1846. augusztus 13-án Városy Gyula katolikus érsek.
- Itt született 1860. szeptember 14-én Mály József festőművész.
- Itt született 1861. október 23-án Huber Lipót pápai prelátus, címzetes apát, főszékesegyházi kanonok és egyházi író.
- Itt született 1863. június 29-én Juhász Árpád festő, iparművész.
- Itt született 1864. augusztus 8-án Thim József orvos, történész.
- Itt született 1866. március 19-én Völgyi Gusztáv költő, hírlapíró.
- Itt született 1874. július 1-jén Vincze Zsigmond operettszerző, karmester.
- Itt született 1875. június 15-én, és itt hunyt el 1963. május 9-én Stefan Ilkić archimandrita, tanár.
- Itt született 1876. január 2-án Bosnyák Ernő filmrendező, operatőr.
- Itt született 1882. november 2-án Ábrahám Pál zeneszerző, karmester.
- Itt született 1883. február 25-én Falcione Kálmán magyar katonatiszt, ügyvéd, országgyűlési képviselő, a magyarországi sztálinista koncepciós perek egyikének fővádlottja.
- Itt született 1883. október 22-én Brummer József szobrász, műpártoló.
- Itt született 1888. október 1-jén Rombay István festőművész.
- Itt született 1894. január 9-én Bárczi Géza Kossuth-díjas nyelvész, az MTA tagja.
- Itt született 1894. szeptember 8-án Husvéth Lajos festőművész.
- Itt született 1895. december 4-én Gombos Sándor olimpiai bajnok kardvívó.
- Itt született 1898. január 28-án, és itt hunyt el 1993. október 20-án Milan Konjović festőművész.
- Itt született 1899. június 14-én Kiss József hollywoodi díszlettervező.
- Itt született 1900. március 14-én Kiss Lajos népzenekutató.
- Itt született 1901. február 19-én Vértesy József olimpiai bajnok vízilabdázó.
- Itt született 1902. március 23-án Báky József filmrendező.
- Itt született 1909. május 11-én Herceg János író.
- Itt született 1911. október 31-én Fenyvessy Éva színművésznő.
- Itt született 1915. augusztus 23-án Pólay Elemér jogtudós, római jogász, egyetemi tanár.
- Itt hunyt el 1917. június 30-án Leövey József színész, rendező, színigazgató.
- Itt született 1919. szeptember 14-én Ranódy László Kossuth-díjas filmrendező.
- Itt született 1929. február 12-én Dr. Tábori György Életműdíjas tüdőgyógyász, egyetemi tanár, templomi orgonista
- Itt született 1942. január 5-én Zvonko Bogdan szerb népdalénekes.
- Itt született 1960. január 13-án Radics Viktória Déry Tibor- és József Attila-díjas esszéista, kritikus, műfordító.
- Itt született 1961. április 5-én Deák Németh Mária grafikusművész, tanár.
- Itt született 1992. február 27-én Filip Krajnović, teniszező.
- Itt született 1995. február 19-én Nikola Jokić kosárlabda játékos.

## Látnivalók

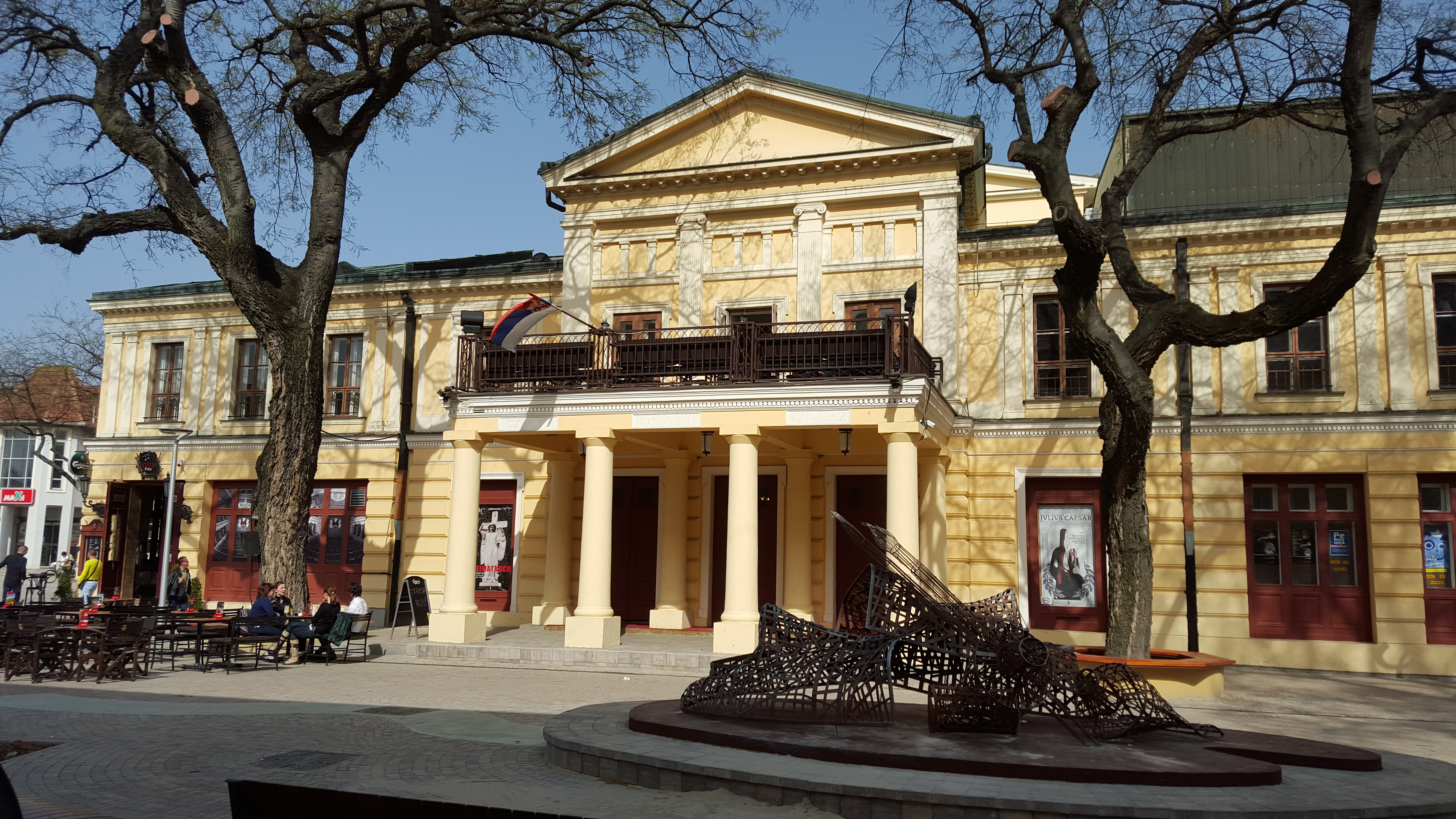
Nemzeti színház

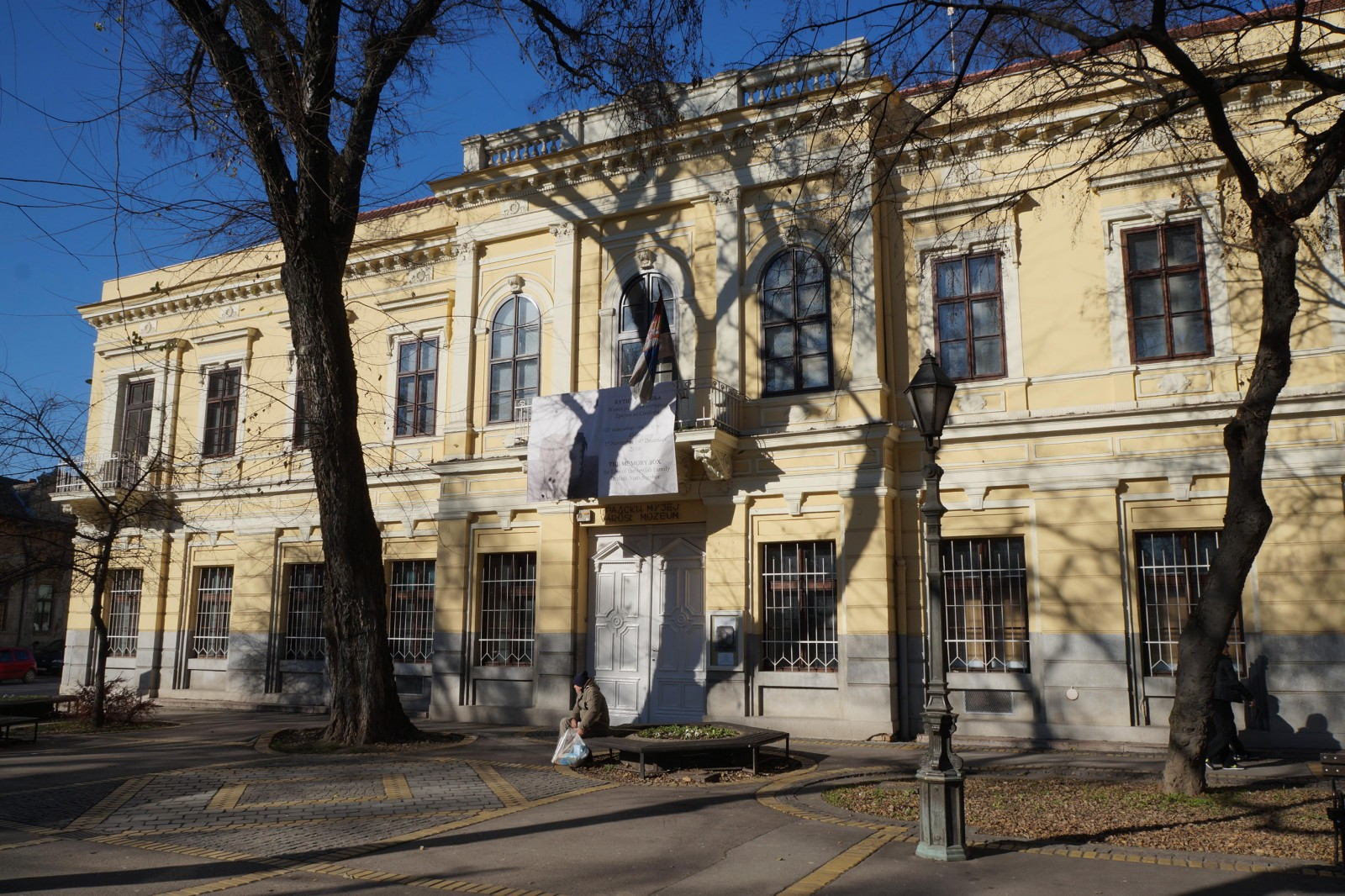
Városi múzeum

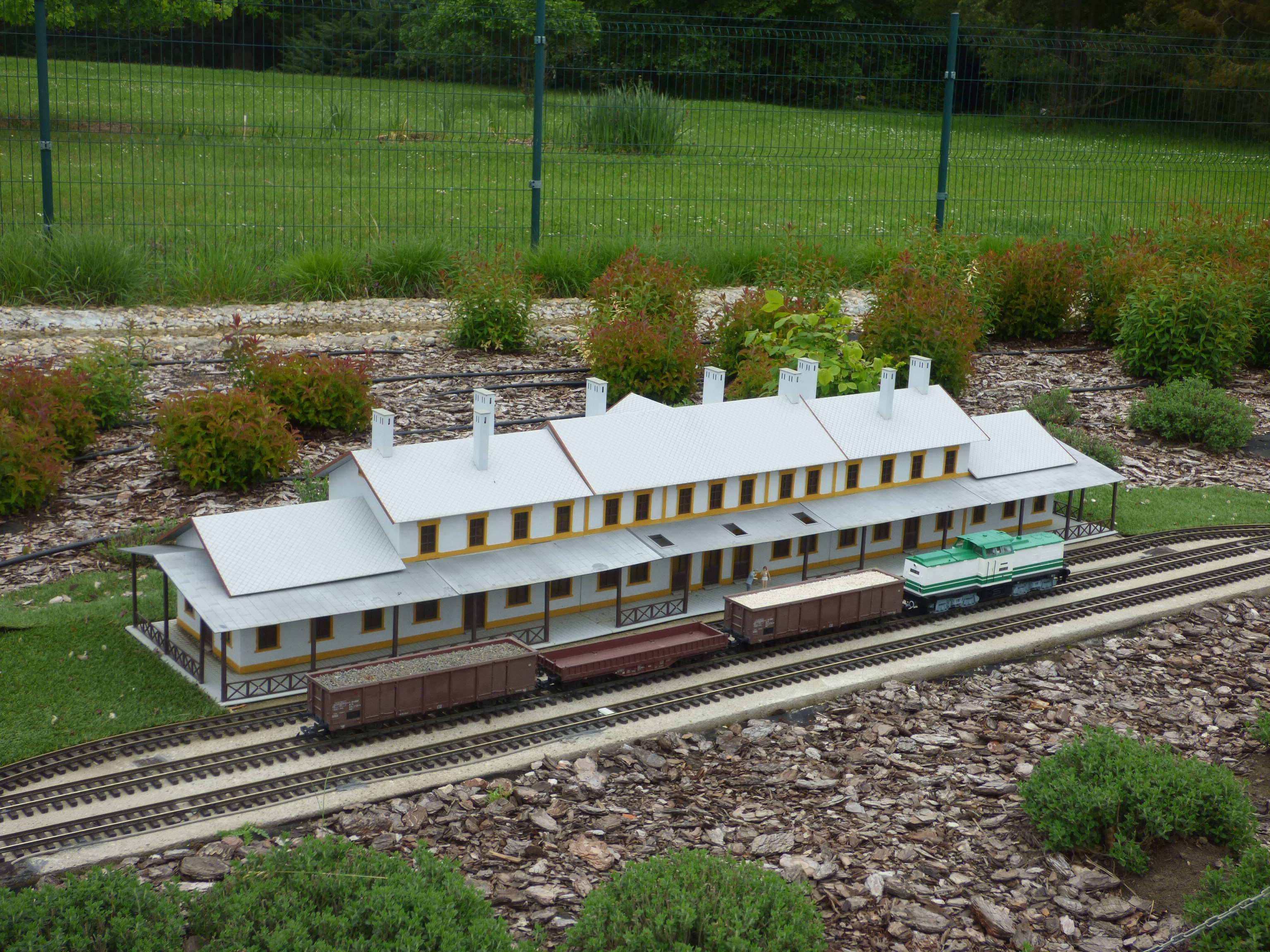
Zombor vasútállomás makettje a szarvasi Mini Magyarország gyűjteményében

- Nemzeti színház (Narodno Pozorište) (1882)
- Városi múzeum. (Gradski Muzej) (1883) Eklektikus stílusban épült, könyvtára is van.
- Kis Könyvtár (Mala Biblioteka) (1883). – 1944 előtt a Magyar Olvasókör épülete volt.
- Milan Konjović Galéria (1838)
- Török ház (Turska Kuća), a 17. században épült.
- Régi Városháza (Gradska kuća) (1842)
- Régi Megyeháza (Županija), jelenleg a Zombori Községi Képviselő-testület székhelye (1808)
- A régi Megyeháza tanácstermében Eisenhut Ferenc Zentai csata c. festménye (1896), mely ma Szerbia legnagyobb olajfestménye.

## Testvérvárosai
- Baja, Magyarország
- Kispest, Magyarország